# Christian Gottlieb Jöcher
Christian Gottlieb Jöcher (* Leipzig, 20 de Julho de 1694 - Leipzig, 10 de Maio de 1758), foi erudito, bibliotecário e lexicógrafo alemão.
Jöcher nasceu em Leipzig e se tornou professor de história da Universidade de Leipzig em 1732.  A partir de 1742, foi bibliotecário da universidade onde ele iniciou um catálogo completo das coleções em ordem alfabética.  Ele foi autor da obra Allgemeines Gelehrten-Lexicon, enciclopédia em quatro volumes publicada por Johann Friedrich Gleditsch entre os anos 1733-1751, e foi editor e redator do jornal literário Deutche Acta Eruditorum desde 1719.  Morreu em Leipzig, em 10 de Maio de 1758.

## Biografia
Jöcher era filho do comerciante Johann Christoph Jöcher  e de sua esposa Margaretha, filha do médico alemão Michael Ettmüller (1644-1683).  Elel foi criado pelo seu avô, Leonard Baudiß, juiz em Leipzig, que o colocou na mão de dois tutores: Mestre Börner e Mestre Paul Abraham König que nortearam a sua formação juvenil.  Eles tentaram inculcar na formação do jovem alguns conhecimentos relativos a geografia, história e genealogia.  Em 1708, ele continuou seus estudos no Ginásio de Gera e dois anos mais tarde em Zittau.
Em 1712 matriculou-se na Universidade de Leipzig para estudar ciências médicas.  O contato com Gottfried Olearius (1672-1715) consolidou a sua formação mais voltada para as ciências filosóficas.  Ele assistiu as aulas de filosofia de Hermann von der Hardt (1660-1746), de Gottfried Polycarp Müller (1684-1747), Andreas Rüdiger (1673-1731), e August Friedrich Müller (1684-1761).  Estudou línguas orientais com Heinrich Benedikt Stark (1672-1727) e Johann Georg Abicht (1672-1740).  Em 1712 ele adquiriu o grau acadêmico de licenciatura e em 1714 tornou-se Mestre em Filosofia.
Pouco depois, ele mesmo começou a dar aulas na Universidade de Leipzig para se manter e estabeleceu-se desde 1715 como assessor na Faculdade de Filosofia e em 1716 se forma bacharel em ciências teológicas.  Em 1730 ele se torna professor titular da faculdade e em 1732 professor de história da Universidade de Leipzig.  Em 1735 adquire o seu doutorado em Teologia e em 1742 começa a trabalhar na Biblioteca da universidade onde iniciou o seu catálogo.
Seus escritos filosóficos são compilações em sua maior parte.  A sua obra mais famosa é uma enciclopédia em quatro volumes publicada em 1750-1751.  Na verdade trata-se de uma continuação e ampliação do Compendiöses Gelehrten-Lexicon de Johann Burckhardt Mencke (1674-1732), publicado entre 1725 e 1733.  Esta obra foi prorrogada e ampliada por Johann Gottlob Wilhelm Dunkel (1720-1759) por volta de 1755–60 e por Johann Christoph Adelung (1732-1806) em (1784–87).

## Obras
- Compendiöses Gelehrten-Lexicon: Darinne die Gelehrten aller Stände so wohl männ- als weiblichen Geschlechts, welche vom Anfang der Welt bis auf ietztige Zeit gelebt, und sich der gelehrten Welt bekannt gemacht, nach ihrer Geburt, Absterben, Schrifften, Leben und merckwürdigen Geschichten aus denen glaubwürdigsten Scribenten nach dem Entwurff des sel. D. Joh. Burckh. Menckens in alphabetischer Ordnung beschrieben werden. In zwei Theilen. Die dritte Auflage heraus gegeben von Christian Gottlieb Jöcher, Leipzig 1733 
  - Volume 1 (Online)
  - Volume 2 (Online)
- Allgemeines Gelehrten-Lexicon, Darinne die Gelehrten aller Stände sowohl männ- als weiblichen Geschlechts, welche vom Anfange der Welt bis auf die ietzige Zeit gelebt, und sich der gelehrten Welt bekannt gemacht, Nach ihrer Geburt, Leben, merckwürdigen Geschichten, Absterben und Schrifften aus den glaubwürdigsten Scribenten in alphabetischer Ordnung beschrieben werden. Verlag Johann Friedrich Gleditsch, Leipzig
  - Volume 1, Leipzig 1750 (Online)
  - Volume 2, Leipzig 1750 (Online)
  - Volume 3, Leipzig 1751 (Online)
  - Volume 4, Leipzig 1751 (Online)
- Jöcher's medizinischer Hausschatz : eine Auswahl von bewährten Vorbauungs- und Hülfsmitteln gegen die am häufigsten vorkommenden Krankheiten und Unglücksfälle im menschlichen Leben. - Leipzig : Central-Comptoir, 1800. Band 1 als Digitalisierte Ausgabe der Universitäts- und Landesbibliothek Düsseldorf
- Diss. sistens Biantem Prienaeum in numo argento. Leipzig 1714
- Diss. I et II. de variis veterum Philosophorum studendi modis. Leipzig 1716
- Progr. de demonstrationibus theologicie. Leipzig 1727
- Progr. de haeresi Opheorum S. Orpheorum. Leipzig 1730
- Diss. de insigni veterum Philosophorum servore in investiganda verirate. Leipzig 1730
- Philosophia haeresium obex. Leipzig 1732
- Progr. de cura philosophi circa historias. Leipzig 1732
- De insigni studii historici nostra aetate . . . seu excellentia, Académica . . . , cum ad munus historias publice docendi accederet, recitata etc. Leipzig 1732
- Trauer-Reden, welche bey verschiedenen Fällen öffentl. gehalten u. s. w. Leipzig 1733
- Diss. I. II. III exhibentes examen paralogismorum de miraculis Chrift. Thоmae Woolstoni. Leipzig 1730-1734 Zusammengedruckt unter dem Titel: Тhomае Woolstoni Paralogismorum de Сhristi miraculis examen. Leipzig 1734
- Progr. in quo praelectionum suarum historicarum in universum rationem reddit. Leipzig 1735
- Diss. de discrimine et unione memoriae seusualis et intellectualis. Leipzig 1737
- Progr. de adoptione per arma. Leipzig 1737
- Progr. de bonis hominibus. Leipzig 1737
- Diss. de Marci Antonii, Triumviri, Timonio. Leipzig 1737
- Progr. de Academia Pumbeditana. Leipzig 1737
- Progr. de feudis Langharum. Leipzig 1737 und in Jenichii Thesauro T. III.
- Progr. de Philosophis Elpisticis apud Plutarchum. Leipzig 1739
- Progr. de Lusatiae nexu clientelari cum Archipraesulatu Parthenopolitano. Leipzig 1741
- Progr. de religione quadrata, s. quadruplice vitae monasticae specie. Leipzig 1741
- Progr. de Pythagorae methodo philosophiam docendi. Leipzig 1741
- Progr. de Hadriani Imp. libris Catacrianis. Leipzig 1741
- Diss. de suspecta Livii fide. Auct. et Resp. Jo. Henr. Parreidt. Leipzig 1743
- Progr, de Cynicis nulla re teneri volentibus. Leipzig 1743
- Progr. I et II de Joh. de Вreitenbach, JCto Lipsiensi. Leipzig 1743, 1744
- Orationes Joachimi Felleri et, C. G. Joecheri de Bibliotheca Lipsiensi Paullina. Leipzig 1744
- Progr de Philosophis sperantibus (Cynicis). Leipzig 1744
- Progr. Primae lineae historiae controversiarum, a Thoma Morgan o excitataruui. Leipzig 1746
- Diss. de Domitii Abenobarbi expeditione in Germania trans Albim. Leipzig 1749
- Diss. adversus ea, quae Joseph Barre, Acad. Parisiensis Cancellarius, Tom. VII Histor. Germ. p. 77 de Friderico Brunsvicensi commentatus eft. Leipzig 1750
- Progr.Elogium Caroli Christo. a Tettau. Leipzig 1751
- Progr. de supplementis historiae Gebhardi, Archiepiscopi Coloniensis. Leipzig 1751
- Progr. de Numae Pompilii libris publica auctoritate Romae combustis. Leipzig 1753
- Progr. de Ludolfo Magno, Duce Saxoniae. Leipzig 1757